# La città di smeraldo di Oz
La città di smeraldo di Oz (The Emerald City of Oz), oppure Oz in pericolo, è un romanzo fantastico scritto da Lyman Frank Baum, sequel del libro La strada per Oz, il sesto dei Libri di Oz. Narra di una nuova avventura di Dorothy Gale nel regno di Oz. All'inizio questo romanzo avrebbe dovuto essere l'ultimo riguardante le avventure a Oz, ma dopo le insistenti richieste di un seguito, Lyman continuò la serie con La ragazza di pezza di Oz.

## Trama
Nelle sue caverne sotterranee nel regno di Ev, il regno Niomo è più che furioso, non riesce a farsi una ragione del fatto che Dorothy gli abbia rubato la sua potente cintura magica capace di esaudire qualsiasi desiderio. Così ordina al Generale Guf di schierare il suo vasto esercito di gnomi in modo da creare una lunga galleria capace di collegare il suo territorio con la città di Smeraldo e poter attaccare i sudditi di Oz.
Nel frattempo, in Kansas, Dorothy non riesce a convincere i suoi zii dell'esistenza di Oz e di tutti i suoi amici, così viene controllata da molti dottori che la ritengono pazza, inoltre la vita di Zia Emma e Zio Henry diventa sempre più difficile, con la casa distrutta dal tornado, si accumulano moltissimi debiti che fanno perdere la fattoria a Dorothy. Zio Henry quindi inizia a fare lavori di fortuna e il futuro di Dorothy è incerto. Ma un giorno, la ragazzina si ricorda dello specchio magico donatole da Ozma, capace di collegarsi con il quadro magico nel suo palazzo. Dorothy quindi chiede alla gentile sovrana di portarla a Oz. Una volta arrivata, prende assieme a Ozma la decisione di portare Zia Emma e Zio Henry con lei alla città di Smeraldo. Dorothy diven
nizzando.
Il generale Guf viene mandato in tutta Nonestica in cerca di alleati. Così oltrepassando la Valle ondulata, recluta: Fantasmi, Ringhiorabbi e Capriccioni.
Un giorno, Dorothy, Il mago di Oz, Zia Emma, Zio Henry, Lo straccione e il generale Omby Amby, Dorothy e la chioccia Billina decisero di fare un piccolo tour del paese di Oz, visitando l'università del professor Scarababbeo e il Paese dei Tagliaincolla, personcine di carta create dalla signorina Tagliaincolla che li recintò in una città tutta fatta di carta.
In seguito, i nostri viaggiatori arrivarono a Rompicapitale, una magnifica città abitata da persone fatte di puzzle tridimensionali che si divertono a scomporsi ed essere ricomposti. Dopo aver creato tre tende con tre fazzoletti, Dorothy si perde e finisce in un curioso paese chiamato Utensia, popolato da cucchiai e stoviglie, ciotole e tazze, posate e tovagliette che mettono a dura prova la pazienza della principessa. Poi cercando la via del ritorno, Dorothy capita a Villaciambella, un paese fatto di dolci e abitato da graziosi ometti fatti di pan di zenzero. Toto resiste e non assaggia nessuno dei popolani e proseguendo nel suo cammino, Dorohy, arriva alla città dei conigli: Rodicarota. Si tratta di una città come tutte le altre, con case e palazzi sontuosi, ma popolata interamente da conigli bianchi. Il re di Rodicarota è annoiato dalla vita di corte, e confida a Dorothy i suoi dilemmi: vorrebbe tornare a vivere nella natura, tra terra e lotte per la sopravvivenza, ma alla fine la nostra amica lo aiuta a capire che Rodicarota ha molto da offrire, così il re indica ai nostri amici la giusta via per ricongiungersi con il Mago. Dorothy, Billina e Toto ritrovano i loro amici che erano stati molto in pensiero per loro. Insieme continuano il loro viaggio e si danno come meta lo scintillante palazzo del Boscaiolo di Latta. Nel tragitto arrivano in un paese alquanto strano, Il paese dei Palpitacuori, abitato da persone con un cuore troppo gonfio e attivo, che passano le loro giornate a preoccuparsi per tutte le cose impossibili che potrebbero accadere.
Lasciata anche quest'ultima città, Gli avventurieri arrivano al palazzo di Nickel del Boscaiolo di Latta, che gli accoglie con una brutta notizia, Ozma lo ha informato della galleria sotterranea, infatti ne era venuta a conoscenza grazie al suo specchio magico e avvisò in poco tempo tutta Oz. Nessun posto è sicuro, così Il Boscaiolo decide di tornare alla città di Smeraldo assieme ai suoi amici e di fermarsi nel palazzo dello Spaventapasseri nel sentiero. Arrivati al suo castello, lo informano dei fatti, e tutti insieme si incamminano nel sentiero dorato. Una volta arrivati, Ozma capisce che la soluzione per fermare gli invasori non può essere la guerra, infatti i pochi soldati di Oz avrebbero di sicuro perso contro le centinaia di migliaia di soldati infuriati del Re Niomo, così assieme allo Spaventapasseri, la sovrana decide di riempire il tunnel di polvere in modo che i guerrieri la respirino, e una volta arrivati, siano obbligati di bere dalla prima fonte d'acqua a disposizione: La fontana proibita, la cui acqua è capace di rendere innocuo e di far dimenticare tutto a chi la beve. Niomi, Capriccioni, Ringhiorabbi e Fantasmi arrivano nel giardino di Oz molto assetati, e dopo aver bevuto dalla fontana, vengono rimandati nei loro paesi da Ozma. Tuttavia, Il timore di poter perdere gli abitanti di Oz rende inquieta Ozma, così assieme a Dorothy e Glinda, lancia un incantesimo su tutto Oz che la rende invisibile e impercettibile da tutte le persone provenienti dall'esterno, non fa ne entrare ne uscire nessuno, ed è così che finiscono le storie di Oz, Dorothy manda un biglietto all'autore Baum dove dice che nessuno potrà mai sapere cosa accadrà nella terra oltre l'arcobaleno.

## Adattamenti
La quarta e ultima parte della serie TV anime Il mago di Oz (1986) è dedicata a questo libro (episodi 42-52). Gli undici episodi sono stati in seguito editati in un film di 95 minuti, distribuito in DVD come La città di smeraldo.

### Edizioni
- Lyman Frank Baum, Oz in pericolo, traduzione di Maria Luisa Agosti Castellani, Illustrazioni di Carla Ruffinelli, SAS, Società Apostolato Stampa, 1948
- Lyman Frank Baum, La città di smeraldo di Oz, traduzione di Cecilia Martini, Illustrazioni di Lilia Munasypova, Robin Edizioni, 2011
- Lyman Frank Baum, The Emerald City of Oz, John R. Neill, 1910
- Lyman Frank Baum, Eric Shanower, Skottie Young, La città di Smeraldo di Oz, traduzione di Gamberini F, Panini Comics, Collana: Collezione 100% Marvel